# 喻顯科
喻顯科（1511年—？），字時晉，號右山，江西南昌府南昌縣人，民籍，明朝政治人物，嘉靖丁未進士，官上海县知县。

## 生平
江西鄉試第五十七名。嘉靖二十六年（1547年）丁未科進士。禮部觀政，任直隸上海縣知縣。嘉靖三十二年（1553年）五月，倭寇入上海縣，喻顯科逃匿，指揮武尚文及縣丞宋鰲戰死，事後處分，顯科降邊方雜職，任典史。三十九年（1560年）升任興化府推官，改卫辉府，历升刑部主事、员外郎、郎中，四十四年十一月往湖广恤刑。隆慶元年（1567年）十月升广东右参议，五年正月考察免职。

## 家族
曾祖喻武成；祖父喻公豪，壽官；父喻忠節。母涂氏。子民中、民彝。